# 諾韋塞洛 (斯特雷區)
49°15′37″N 24°6′20″E / 49.26028°N 24.10556°E

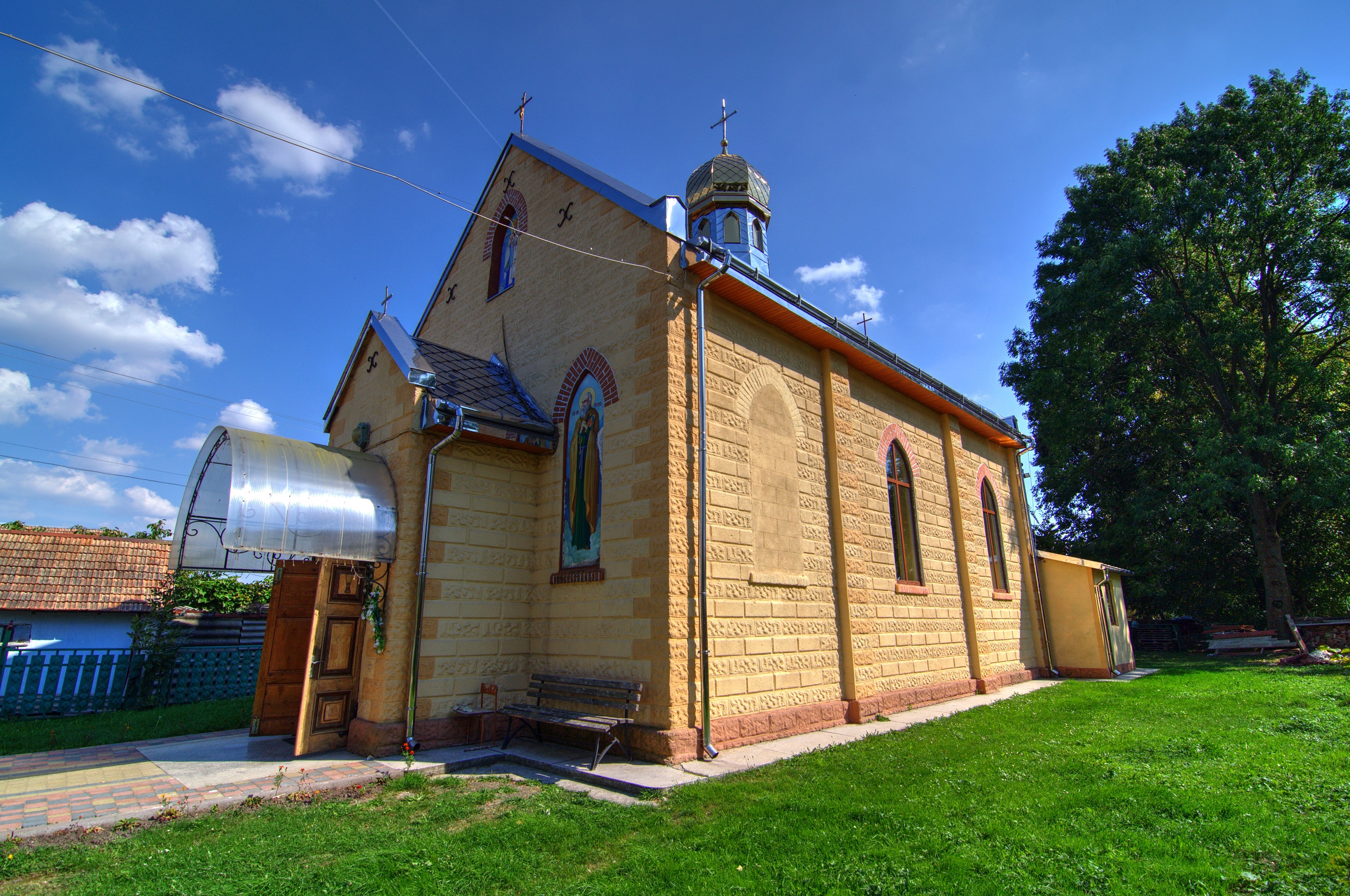
教堂

諾韋塞洛（直译：新村），是烏克蘭的村落，位於該國西部利沃夫州，由斯特雷區赫尼兹德奇夫市镇負責管轄，處於柳別什卡河畔，面積1.12平方公里，海拔高度271米，2001年人口420。